# ヘレン・ヘルウィッグ
ヘレン・ヘルウィッグ（Helen Hellwig, 1874年3月 - 1960年11月26日）は、アメリカ・ニューヨーク市ブルックリン出身の女子テニス選手。フルネームは Helen Rebecca Hellwig （ヘレン・レベッカ・ヘルウィッグ）という。黎明期の全米選手権（現在の全米オープンテニス）において、1894年に第8回の女子シングルス優勝者になり、1894年と1895年にジュリエット・アトキンソン（1873年 - 1944年）と組んで女子ダブルス2連覇を達成した。ヘルウィッグの場合、生年月日は「1874年3月」までしか判明していない。
現在は「全米オープン」として知られるテニス競技大会は、1881年から男子シングルスと男子ダブルスが始まり、女子シングルスはそれから6年後の1887年に第1回の競技大会が行われた。女子ダブルスは、1889年から正式競技に加えられた。初期のウィンブルドン選手権と同じく、全米選手権も「チャレンジ・ラウンド」（挑戦者決定戦）から「オールカマーズ・ファイナル」（大会前年優勝者とチャレンジ・ラウンド勝者で優勝を争う）への流れで優勝者を決定した。ヘルウィッグは最初、1893年から1895年の3年間全米選手権に出場した。1894年のチャレンジ・ラウンド決勝でバーサ・タウンゼントを破ったヘルウィッグは、前年優勝者アリーン・テリーとの「オールカマーズ・ファイナル」に初進出を果たす。女子シングルスのオールカマーズ・ファイナルは、1891年から最大5セット・マッチで実施されるようになったが、ヘルウィッグはテリーを 7-5, 3-6, 6-0, 3-6, 6-3 の5セットで破り、こうして初優勝を決めた。女子ダブルスでもジュリエット・アトキンソンと組んで優勝したヘルウィッグは、1894年に単複2冠を獲得した。
1895年の全米選手権では、ヘルウィッグは自動的に「オールカマーズ・ファイナル」に出場できる前年優勝者として、チャレンジ・ラウンドの勝者を待った。ところが、チャレンジ・ラウンドを勝ち上がったダブルス・パートナーのジュリエット・アトキンソンに 4-6, 2-6, 1-6 のストレートで完敗し、ヘルウィッグは女子シングルス2連覇を逃してしまう。ヘルウィッグとアトキンソンは、女子ダブルスで2連覇を達成した。その後、ヘルウィッグはいったん全米選手権から撤退する。1894年からは、女子シングルスのチャレンジ・ラウンド決勝も最大5セット・マッチで行われたため、この当時は女子選手が2試合連続で最大5セット・マッチをこなしていた。1902年の大会から、女子競技の全部門で最大5セット・マッチが廃止され、現在に至っている。
ヘルウィッグは後にウィリアム・パウチ（William Pouch）と結婚し、1907年から全米選手権に再挑戦を始める。名前を「ヘレン・パウチ」（Helen Pouch）と改めた彼女は、12年ぶりの出場となった1907年の女子シングルスで準決勝に勝ち上がり、1908年は準々決勝まで進出した。最後の出場は1916年で、この時は42歳を迎えていた。ヘルウィッグは1960年11月26日、故郷のニューヨークにて86歳で死去した。

## 全米選手権の成績
- 女子シングルス：1勝（1894年）
- 女子ダブルス：2勝（1894年・1895年）